# Carex macrosolen
Carex macrosolen är en halvgräsart som beskrevs av Ernst Gottlieb von Steudel. Carex macrosolen ingår i släktet starrar, och familjen halvgräs. Inga underarter finns listade i Catalogue of Life.